# Jailbreak (iOS)

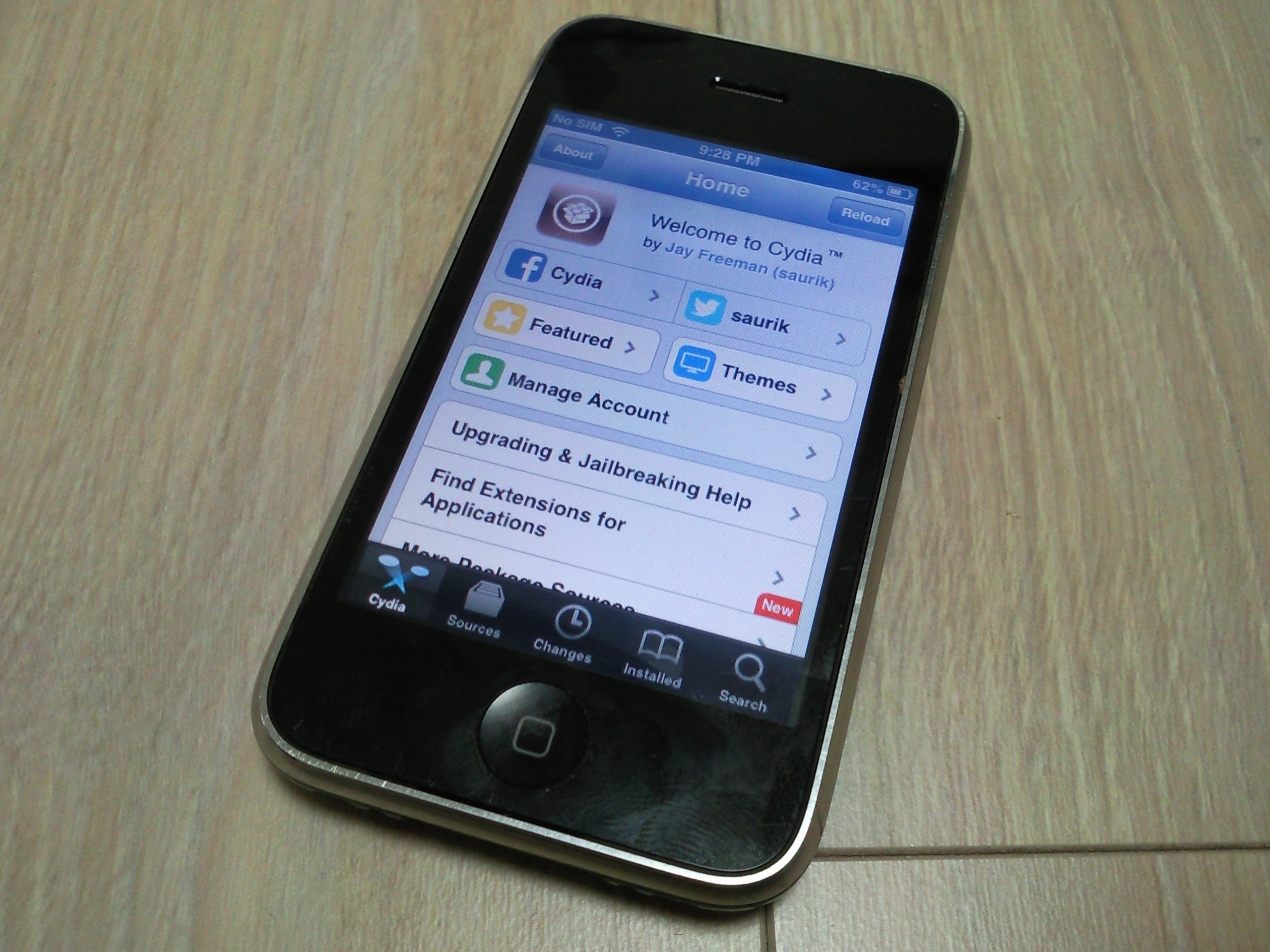
Sklep jailbreak na iOS, Cydia

Jailbreak systemu iOS to proces usuwania ograniczeń narzuconych przez Apple na urządzenia działające pod tym systemem poprzez używanie własnych jąder systemu. Dotyczy to urządzeń iPhone, iPod touch, iPad i Apple TV. Jailbreak umożliwia uzyskanie pełnego dostępu do urządzenia i wgrywanie aplikacji i rozszerzeń, które nie są dostępne poprzez oficjalne źródła dystrybucji Apple – App Store. Urządzenie po jailbreaku wciąż może korzystać z App Store, iTunes i innych normalnych funkcji. Proces ten został uznany za legalny w Stanach Zjednoczonych.

## Rodzaje jailbreaku
Tethered Jailbreak („związany”) jest to odblokowanie oprogramowania iOS, które zachowuje swoją funkcjonalność do momentu, kiedy nastąpi wyłączenie urządzenia, np. na skutek rozładowania baterii. Aby wznowić działanie systemu należy podłączyć urządzenie do komputera i wykonać ponowny jailbreak za pomocą odpowiedniego programu.
Untethered Jailbreak („rozwiązany, uwolniony”) jest w pełni funkcjonalną modyfikacją, która działa nawet po restarcie urządzenia. Untethered Jailbreak nie jest jednak dostępny dla wszystkich wersji oprogramowania oraz dla wszystkich urządzeń.
Semi-Tethered Jailbreak Różni się od Tethered Jailbreaka  tym, iż komputer jest potrzebny jedynie do reaktywacji jailbreaku, nie całego systemu operacyjnego.
Semi-Untethered Jailbreak W odróżnieniu od Untethered Jailbreaka po każdorazowym restarcie urządzenia Semi-Untethered Jailbreak przestaje działać, jednak w przeciwieństwie do Semi-Tethered Jailbreaka do jego reaktywacji nie jest potrzebny komputer, a specjalnie do tego przygotowana aplikacja.

## Dodane funkcje i modyfikacje
Jednym z głównych powodów, dla których dokonuje się jailbreaka, jest poszerzenie zestawu funkcji ograniczonych przez Apple i jego App Store. Programy dostępne poprzez Cydia nie są bowiem zobowiązane do przestrzegania wytycznych przez App Store. Użytkownicy instalują te programy w celach personalizacji i dostosowywania interfejsu, dodając pożądane cechy i udogodnienia, dzięki którym urządzenie można łatwiej obsługiwać poprzez zapewnienie dostępu do systemu plików i narzędzi wiersza polecenia. Na przykład wielu użytkowników w Chinach jailbreakuje system iOS tylko dlatego, że mogą zainstalować aplikacje, które nie są możliwe do zainstalowania poprzez App Store.

## Grupy hakerskie
- Absinthe Jailbreak[1]
- iPhone Dev team (Redsn0w)[2]
- Evasi0n[3]
- Pangu[4]
- TaiG[5]
- Electra Team / Chimera Team[6]